# Chioma Chukwuka
Chioma Chukwuka hay Chioma Chukwuka Akpotha (sinh ngày 12 tháng 3 năm 1980) là tên của một diễn viên và cũng là nhà sản xuất phim người Nigeria. Vào năm 2007, bà nhận được giải nữ diễn viên chính xuất sắc nhất trong lễ trao giải tại học viện điện ảnh châu Phi và năm 2010, bà cũng nhận được giải thưởng tương tự tại lễ trao giải của Afro Hollywood.

## Lí lịch
Bà sinh ra ở Oraifite, bang Anambra. Bà học tại trường mẫu giáo và tiểu học tại bang Lagos. Sau đó thì học tại trường trung học nữ chính phủ liên bang ở Onitsha, bang Anambra. Sau đó bà học ngành tài chính và ngân hàng tại trường đại học Lagos. Năm 2006, bà kết hôn với ông Franklyn Akpotha.

## Sự nghiệp
Năm 2000, bà bắt đầu sự nghiệp diễn xuất của mình bằng sự tham gia trong bộ phim The Handkerchief. Và sau đó, bà bắt đầu góp mặt trong hơn 80 bộ phim của Nollywood (nền công nghiệp điện ảnh của Nigeria). Bên cảnh đó, bà cũng là người đồng sản xuất và diễn trong bộ phim bom tấn được đề giải thưởng tên là "On bended kneels".
Ngoài ra, bà còn là đại sứ thương hiệu trong nhiều loại hàng hóa trong nước lẫn trên thấ giới. Điển hình là Globacorn Nigeria (một công ty viễn thông), bột giặt Omo, nước tẩy rửa Harpic.

## Phim ảnh
Dưới đây là những bộ phim mà có sự có mặt của bà:
| Năm  | Tên phim                  | Ghi chú                                                                                          |
| ---- | ------------------------- | ------------------------------------------------------------------------------------------------ |
| 2000 | The Apple                 |                                                                                                  |
| 2000 | Three Musketeers          |                                                                                                  |
| 2000 | Handkerchief              |                                                                                                  |
| 2002 | Sunrise                   |                                                                                                  |
| 2002 | The Final Clash           |                                                                                                  |
| 2003 | Disguise                  |                                                                                                  |
| 2003 | Handsome                  |                                                                                                  |
| 2003 | Real Love                 |                                                                                                  |
| 2003 | Romantic Attraction       |                                                                                                  |
| 2004 | Foul Play                 |                                                                                                  |
| 2004 | Unbroken Promise          |                                                                                                  |
| 2004 | Two Become One            |                                                                                                  |
| 2004 | Promise & Fail            |                                                                                                  |
| 2004 | Legacy                    |                                                                                                  |
| 2004 | Home Sickness             |                                                                                                  |
| 2004 | Heavy Rain                |                                                                                                  |
| 2004 | Circle of Tears           |                                                                                                  |
| 2005 | War for war               |                                                                                                  |
| 2005 | Years of Tears            |                                                                                                  |
| 2005 | Sins of the Flesh         | Bà Chioma thắng giải diễn viên chính xuất sắc nhất khi xuất hiện trong bộ phim này vào năm 2007. |
| 2005 | Second Adam               |                                                                                                  |
| 2005 | Sacred Tradition          |                                                                                                  |
| 2005 | Real Love 2               |                                                                                                  |
| 2005 | Real Love 3               |                                                                                                  |
| 2005 | Moment of Truth           |                                                                                                  |
| 2005 | Knowing You               |                                                                                                  |
| 2005 | Golden Moon               |                                                                                                  |
| 2005 | Azima                     |                                                                                                  |
| 2005 | Fake Angel                |                                                                                                  |
| 2005 | Eagle's Bride             |                                                                                                  |
| 2005 | The Bridesmaid            |                                                                                                  |
| 2005 | Knowing You               |                                                                                                  |
| 2005 | Sacred Tradition          |                                                                                                  |
| 2006 | Wisdom of the Gods        |                                                                                                  |
| 2006 | Zoza                      |                                                                                                  |
| 2006 | Traumatized               |                                                                                                  |
| 2006 | Total Crisis              |                                                                                                  |
| 2006 | Tears in My Heart         |                                                                                                  |
| 2006 | Strange Love              |                                                                                                  |
| 2006 | Sound of Love             |                                                                                                  |
| 2006 | Serpent in Paradise       |                                                                                                  |
| 2006 | Saviour                   |                                                                                                  |
| 2006 | The Saint                 |                                                                                                  |
| 2006 | Royal Insult              |                                                                                                  |
| 2006 | Royal Doom                |                                                                                                  |
| 2006 | On My Wedding Day         |                                                                                                  |
| 2006 | Naked Sin                 |                                                                                                  |
| 2006 | On My Wedding Day         |                                                                                                  |
| 2006 | Last Dance                |                                                                                                  |
| 2006 | Holy Family               |                                                                                                  |
| 2006 | Games Men Play            | Đạo diễn là Lancelot Oduwa Imasuen                                                               |
| 2006 | End of Discussion         |                                                                                                  |
| 2006 | Desperate Ambition        |                                                                                                  |
| 2006 | Dead in Faith             |                                                                                                  |
| 2006 | Chinwe Okeke              |                                                                                                  |
| 2006 | Asunder                   |                                                                                                  |
| 2006 | Ass on Fire               |                                                                                                  |
| 2006 | Death In Faith            |                                                                                                  |
| 2007 | Double Game               |                                                                                                  |
| 2008 | Red Soil                  |                                                                                                  |
| 2008 | World Of Our Own          |                                                                                                  |
| 2008 | Wind Of Sorrow            |                                                                                                  |
| 2009 | Odum Na Akwaeke           |                                                                                                  |
| 2011 | The Throne Is Mine        |                                                                                                  |
| 2011 | Nne Ifedigo               |                                                                                                  |
| 2012 | Cry No More               |                                                                                                  |
| 2013 | On Bended Knees           |                                                                                                  |
| 2014 | Heart Of Gold             |                                                                                                  |
| 2014 | Warrior Sisters           |                                                                                                  |
| 2014 | Aziza                     |                                                                                                  |
| 2014 | Warrior Sisters           |                                                                                                  |
| 2014 | Sabina Makosa             |                                                                                                  |
| 2014 | Magic Dragon              |                                                                                                  |
| 2014 | Unforgiven                |                                                                                                  |
| 2014 | Police On Duty            |                                                                                                  |
| 2014 | Village Commando          |                                                                                                  |
| 2014 | Nwaogo The House Maid     |                                                                                                  |
| 2015 | Agbaranze                 |                                                                                                  |
| 2015 | Ezi Nwa Di Uko            |                                                                                                  |
| 2015 | Rain Of Hope              |                                                                                                  |
| 2015 | Chinasa My Love           |                                                                                                  |
| 2015 | Nwanyi Nnewi              |                                                                                                  |
| 2015 | Kamsi The Freedom Fighter |                                                                                                  |
| 2015 | The Lioness               |                                                                                                  |
| 2015 | Amarachi                  |                                                                                                  |
| 2015 | Coffin Business           |                                                                                                  |
| 2015 | Anelka                    |                                                                                                  |
| 2015 | Udu Bundle                |                                                                                                  |
| 2016 | Rain Of Hope              |                                                                                                  |
| 2016 | Evil Coffin               |                                                                                                  |
| 2016 | Genesis Of Love           |                                                                                                  |
| 2016 | The Flute Boy             |                                                                                                  |
| 2016 | Marriage Crisis           |                                                                                                  |
| 2016 | Sister Maria              |                                                                                                  |
| 2016 | Akwaeke                   |                                                                                                  |
| 2016 | Wives On Strike I         |                                                                                                  |
| 2017 | Evil Culture              |                                                                                                  |
| 2017 | 2nd Coming Of Christ      |                                                                                                  |
| 2017 | Innocent Murderer         |                                                                                                  |
| 2017 | My Mother My Pain         |                                                                                                  |
| 2017 | All For Love              |                                                                                                  |
| 2017 | Heart of Ulimma           |                                                                                                  |
| 2017 | King Uremma               |                                                                                                  |
| 2017 | Reign Of Truth            |                                                                                                  |
| 2017 | God Of Liberation         |                                                                                                  |
| 2017 | My Mother                 |                                                                                                  |
| 2017 | Jehovah Witness           |                                                                                                  |
| 2017 | Local Queen               |                                                                                                  |
| 2017 | Somto                     |                                                                                                  |
| 2017 | Christmas Is Coming       |                                                                                                  |
| 2017 | Choked                    |                                                                                                  |
| 2017 | Bird Watcher              |                                                                                                  |
| 2017 | Village Champion          |                                                                                                  |
| 2017 | The Unforeseen Truth      |                                                                                                  |
| 2017 | Dangerous Confession      |                                                                                                  |
| 2017 | Innocent Murderer         |                                                                                                  |
| 2017 | The Tradition             |                                                                                                  |
| 2017 | Broken Vow                |                                                                                                  |
| 2017 | Beyond Trust              |                                                                                                  |
| 2017 | Tender Heart              |                                                                                                  |

Dưới đây là những bộ phim mà bà đã sản xuất:
| Year | Title               | Notes |
| ---- | ------------------- | ----- |
| 2013 | On Bended Knees     |       |
| 2017 | Choked              |       |
| 2017 | Bird Watcher        |       |
| 2017 | For Want Of A Queen |       |
| 2018 | In Your Dreams      |       |